# الحساسنة (تموشنت)
الحساسنة هي إحدى بلديات ولاية عين تموشنت الجزائرية.